# Fairfax (Ohio)
Fairfax és una vila dels Estats Units a l'estat d'Ohio. Segons el cens del 2000 tenia 1.938 habitants.

## Demografia
Segons el cens del 2000, Fairfax tenia 1.938 habitants, 771 habitatges, i 531 famílies. La densitat de població era de 984,6 habitants/km².
Dels 771 habitatges en un 32,3% hi vivien nens de menys de 18 anys, en un 49,2% hi vivien parelles casades, en un 14,7% dones solteres, i en un 31% no eren unitats familiars. En el 26,3% dels habitatges hi vivien persones soles l'11,3% de les quals corresponia a persones de 65 anys o més que vivien soles. El nombre mitjà de persones vivint en cada habitatge era de 2,51 i el nombre mitjà de persones que vivien en cada família era de 3,06.
Per edats la població es repartia de la següent manera: un 26,7% tenia menys de 18 anys, un 7,7% entre 18 i 24, un 29,8% entre 25 i 44, un 21,1% de 45 a 60 i un 14,7% 65 anys o més.
L'edat mediana era de 36 anys. Per cada 100 dones de 18 o més anys hi havia 86,5 homes.
La renda mediana per habitatge era de 41.418 $ i la renda mediana per família de 47.778 $. Els homes tenien una renda mediana de 37.250 $ mentre que les dones 26.960 $. La renda per capita de la població era de 19.699 $. Aproximadament el 2,6% de les famílies i el 5,1% de la població estaven per davall del llindar de pobresa.

## Poblacions properes
El següent diagrama mostra les poblacions més properes.